# 王陶
王陶（?—?），字乐道，京兆万年人。
嘉祐六年（1061年）王俊民榜进士，嘉祐八年（1063年），为宋神宗赵顼淮阳王、颖王二府翊善。官太子中允。嘉祐四年（1059年）秋七月丙申，任监察御史里行。宋神宗即位，进枢密直学士，拜右谏议大夫，权御史中丞。後因弹劾韩琦“不押文德殿常朝班为跋扈”，知陈州，改许州。王陶之妻为李晋卿女兒。晚年徙河南府。後知汝州，病卒於道中。

## 延伸阅读
[在维基数据编辑]
 《宋史·卷329》，出自脱脱《宋史》